# 滝根インターチェンジ
滝根インターチェンジ（たきねインターチェンジ）は、福島県田村市にある福島県道145号吉間田滝根線（広瀬工区）のインターチェンジである。
ダイヤモンド型のインターチェンジで、当ICを境に小野IC方面は自動車専用道路、いわき市方面は一般道路となる。

## 道路
- 福島県道145号吉間田滝根線（広瀬工区）（9番）
- 接続する道路：福島県道19号船引大越小野線

## 料金所
- 無料区間のためなし

## 歴史
- 2024年（令和6年）4月13日：福島県道145号吉間田滝根線（広瀬工区）開通により供用開始。

## 周辺
- 貝谷観音堂
- 下組集会所
- 夏井川

## 隣
福島県道145号吉間田滝根線（広瀬工区）
(8) 小野IC - (9) 滝根IC